# نيكولاس جعار
نيكولاس جعار (10 يناير 1990-) ملحن وموسيقي أمريكي من أصل فلسطيني. من أبرز أعماله ألبومات "الفضاء مجرد ضوضاء" 2011، و"سيرينز" 2016، و"سينيزاس" 2020. كما أصدر ثلاثة ألبومات مع فرقته "داركسايد"، بالإضافة إلى ألبومين آخرين باسم "أغينست أول لوجيك".
بعد إغلاق علامته التجارية Clown & Sunset في عام 2013، أسس جعار شركة أذر بيبول وأصدر منذ ذلك الحين العديد من التسجيلات التجريبية من خلال الشركة، بما في ذلك أعمال ليديا لانش وبيير ياستين. قام بتأليف موسيقى فيلم ديبان للمخرج جاك أوديار (الحائز على جائزة السعفة الذهبية عام 2015) وفيلم Ema للمخرج بابلو لارين عام 2019.

## حياته
وُلِد جعار في نيويورك لوالدين تشيليين هما إيفلين ماينارد، راقصة، وألفريدو جار، فنان ومهندس معماري. والدته من أصل فرنسي، بينما والده من أصول هولندية وفلسطينية؛ ويقال إن لقب جعار ينحدر من مدينة بيت لحم الفلسطينية. بعد انفصال والديه، انتقل جعار مع والدته إلى سانتياغو في سن الثالثة، حيث عاش هناك حتى عاد إلى نيويورك في سن التاسعة عندما تصالح والداه. درس جعار في المدرسة الفرنسية في نيويورك. حصل على درجة البكالوريوس في الأدب المقارن من جامعة براون في عام 2012.

## حياته المهنية

### 2007–2011: البدايات والألبوم الأول
في عام 2007، التقى جعار بغادي ميزراحي وزيف إيزنبرغ اللذين أداروا حفلات "مارسي" الأسطورية في بروكلين، نيويورك. بعد الاستماع إلى أعماله المبكرة، اقترح ميزراحي على جعار البالغ من العمر 17 عامًا أن يضع طبلة ركلة 4/4 تحت مؤلفاته التجريبية إلى حد كبير. كانت هذه أول تجربة لجعار في موسيقى الرقص، وقد تم توثيقها في أول إصدار له بعنوان الطالب. قال مزراحي عن جعار: "في ذلك الوقت كان كل ما كان الدي جي يلعبونه هو 128 نبضة في الدقيقة. كان ما كان يفعله بسرعة نصف تلك السرعة تقريبًا".
قضى جعار السنوات الأربع التالية في مشهد الرقص تحت الأرض في نيويورك، حيث ابتكر موسيقى هاوس خشنة متأثرة بالهيب هوب، وأصدر أغانٍ فردية. خلال هذا الوقت، قدم جعار أغنيتين بصوته باللغة الإسبانية، ولم يكن ينوي في الأصل إصدارهما حيث تم صنعهما كنكات لإضحاك والدته ورقصها. ومع ذلك، اختار لاحقًا إصدارها في عام 2010 ردًا على ملاحظته لاتجاه دي جي غير اللاتينيين الذين يأخذون عينات من الموسيقى اللاتينية الأمريكية دون تعويض.
أصدر ألبومه الأول، Space Is Only Noise، في يناير 2011 وحاز على إشادة النقاد وأربعة نجوم من صحيفة الغارديان تم تصنيفه كألبوم رقم 1 لهذا العام. قام جعار بجولة الألبوم مع زميله المستقبلي في الفرقة ديف هارينجتون (لاحقًا من داركسايد) وويل إبستاين، وتم التصويت له لاحقًا كأفضل فنان حي رقم 1 على Resident Advisor لمدة ثلاث سنوات قام فيها بجولة الألبوم.

### 2012–2017: داركسايد وسيرينز
في عام 2012، قدم جعار لأول مرة مفهومًا حيًا يسمى From Scratch، حيث قام أمام الجمهور الحي بأخذ عينات من التسجيلات التي اشتراها في ذلك اليوم. أقيمت النسخة الأولى في كوينز، نيويورك؛ وكان حفلًا موسيقيًا لمدة خمس ساعات بالتعاون مع ويل إبستاين، ومصور الفيديو رايان ستاك، والراقصة ليزي فيدلسون، والمغنية ساشا سبيلبرغ. كما قدم عروضًا من الصفر في بولدر، كولورادو، ومونتريال، كيبيك.
في 18 مايو 2012، قدم جعار أول ظهور له في برنامج Essential Mix على إذاعة بي بي سي، والذي تم التصويت له كأفضل مزيج أساسي لعام 2012 على إذاعة 1. في 4 أكتوبر 2013، تم إصدار الألبوم الأول من مشروع جعار مع المتعاون القديم Dave Harrington، وحظي بإشادة النقاد وبلغت درجة 9.0 على Pitchfork. قامت الفرقة بجولة التسجيل طوال عام 2014. في فبراير 2015، أصدر جعار تسجيلًا محيطيًا وضوضاء بعنوان Pomegranates، والذي تم وصفه بأنه يبدو "مثل آلات شرق أوسطية مكسورة تعزف نصف لحن نمطي وسط نوبات من الهسهسة". في وقت لاحق من ذلك العام، قام جعار بتأليف الموسيقى التصويرية لفيلم ديبان، وهو فيلم إثارة للمخرج الفرنسي جاك أوديار عن عائلة من اللاجئين السريلانكيين الذين يعيشون في ضواحي باريس. كان الفيلم الفائز بجائزة السعفة الذهبية في مهرجان كان السينمائي عام 2015.
أصدر ألبومه الثاني، Sirens، في سبتمبر 2016. أطلق عليه موقع رولينج ستون اسم الألبوم الإلكتروني رقم 1 لهذا العام. تم إصدار نسخة فاخرة في ديسمبر 2017، تحتوي على ثلاثة مسارات جديدة موزعة في جميع أنحاء الألبوم.

### 2018 حتى الآن: ضد كل المنطق، عودة داركسايد
في 17 فبراير 2018، أصدر جعار ألبومه الأول تحت اسمه المستعار الجديد Against All Logic، بعنوان 2012-2017. تم إصدار الألبوم مع القليل من التحذير ودون أي إشارة مباشرة إلى اسم جعار، وقد تلقى إشادة من النقاد عند إصداره، بما في ذلك درجة 8.8 وتصنيف "أفضل موسيقى جديدة" من بيتش فورك. شارك جعار في إنتاج معظم ألبوم الاستوديو الثاني إف كيه إيه تويغز، والذي تم إصداره في أكتوبر 2019.
في عام 2019، قام جعار بتأليف الموسيقى التصويرية للفيلم التشيلي إيما. في عام 2020، أصدر جعار ثلاثة ألبومات، 2017-2019 في فبراير (باسم Against All Logic)، و Cenizas في مارس، و Telas في يوليو. بعد مرور ما يقرب من ثماني سنوات على إصدار ألبومهم الأول، أصدرت فرقة Darkside ألبومهم الاستوديو الثاني، في 23 يوليو 2021 عبر شركة Matador Records. قد حظيت بمراجعات إيجابية بشكل عام. في نوفمبر 2023، وقع جعار على رسالة مفتوحة تدعو إلى وقف إطلاق النار وإنهاء الحصار الإسرائيلي لقطاع غزة. في يوليو 2024، كان جعار أحد المشاركين في حفل الفنانين من أجل المساعدات الخيرية في لندن والذي جمع الأموال لقطاع غزة والسودان. في عام 2025 تم إصدار الألبوم الثالث.
أصدرت شركة جعار رسميًا Piedras 1 و Piedras 2 في 25 أكتوبر 2024. تتكون هذه الألبومات من مسارات من مسرحيته الإذاعية المكونة من 17 حلقة.

### أشخاص آخرون
أسس جعار شركة أذر بيبول ومقرها نيويورك. وقد نشرت موسيقى لفنانين مثل ليديا لانش، وجون وول، وبيير باستيان، وتوماجا، ودي جي سلوجو، وويليام باسينسكي، وVTGNIKE، ونيكيتا كواسم، و12z، وساري موسى، ومجموعة تيريبا، التي تتكون من فنانين مثل كوهي ماتسوناجا، ولوريل هالو، ولوكريسيا دالت، وشارلوت كولين، وجوليا هولتر. كما عرضت المجلة أيضًا الأعمال المرئية والصوتية للفنانين أفريكانوس أوكوكون ومزيار باهليفان.
في عام 2016، أطلقت المنظمة مشروع الشبكة، وهو عبارة عن شبكة مكونة من 111 محطة إذاعية خيالية تم إنشاؤها بالتعاون مع الفنانين التشكيليين جينا ميونج ومازيار باهليفان. في عام 2017، أصبح كتاب الشبكة كتابًا نشرته دار PRINTED MATTER في نيويورك.

## ديسكوغرافيا
| Award                            | Year | Nominee(s)                | Category                   | Result | Ref.   |
| -------------------------------- | ---- | ------------------------- | -------------------------- | ------ | ------ |
| راديو بي بي سي 1                 | 2012 | Nicolas Jaar (2012-05-19) | Essential Mix of the Year  | فوز    | [ 44 ] |
| International Dance Music Awards | 2016 | "Don't Break My Love"     | Best Chillout/Lounge Track | رُشِّح    | [ 45 ] |

- الفضاء مجرد ضوضاء (2011)
- الرمان (2015)
- الحوريات (2016)
- صفارات الإنذار (2016)
- سينيزاس (2020)
- تيلاس (2020)
- إنها (مع علي سيثي ) (2023)
- بيدراس 1 (2024)
- بيدراس 2 (2024)